# Кубок Андорры по футболу 2009
Кубок конституции (кубок Андорры) 2009 года — семнадцатый розыгрыш кубка Андорры. Соревнования начались 17 января 2009 года (первый отборочный раунд) и закончились 24 мая 2009 года (финал). Победителем турнира стал клуб «Санта-Колома», выигравший в финале клуб «Лузитанс» со счётом 6:1.
Благодаря победе в кубке клуб «Санта-Колома» заработал место во втором квалификационном раунде Лиги Европы 2009/10.

## Первый раунд
Матчи первого раунда кубка состоялись 17, 18 и 19 января 2009 года, в них приняли команды, занявшие места со второго по седьмое после шести сыгранных матчей в андоррском втором дивизионе 2008/09.
| Команда             | счёт | Команда                    |
| ------------------- | ---- | -------------------------- |
| Экстременья         | 5:1  | Принсипат B                |
| Атлетик (Эскальдес) | 2:3  | Каса Эстрелла дель Бенфика |
| Лузитанс B          | 7:1  | Женлай                     |

## Второй раунд
Матчи второго раунда кубка состоялись 20-23 января 2009 года, в них приняли участие команды, победившие в первом отборочном раунде, клуб «Энкамп», занявший первое место после шести сыгранных матчей в андоррском втором дивизионе 2008/09, и команды, занявшие места с пятого по восьмое после семи первых матчей андорранского первого дивизиона 2009/09.
| Команда                    | счёт | Команда           |
| -------------------------- | ---- | ----------------- |
| Экстременья                | 3:2  | Ранжерс           |
| Каса Эстрелла дель Бенфика | 0:4  | Интер (Эскальдес) |
| Лузитанс B                 | 1:3  | Принсипат         |
| Энкамп                     | 4:2  | Энгордани         |

## Четвертьфиналы
Четвертьфиналы состоялись 1 и 8 февраля 2009 года, в них приняли участие команды, победившие во втором раунде, и команды, занявшие места с первое по четвёртое после семи первых матчей андорранского первого дивизиона 2009/09.
| Команда           | счёт | Команда                     | 1-й матч | 2-й матч   |
| ----------------- | ---- | --------------------------- | -------- | ---------- |
| Экстременья       | 1:8  | Унио Эспортива Санта-Колома | 0:4      | 1:4        |
| Интер (Эскальдес) | 0:5  | Санта-Колома                | 0:2      | 0:3        |
| Принсипат         | 3:2  | Сан-Жулиа                   | 1:1      | 2:1 (д.в.) |
| Энкамп            | 2:11 | Лузитанс                    | 0:3      | 2:8        |

## Полуфиналы
Первые матчи полуфиналов кубка состоялись 10 мая, ответные — 17 мая 2010 года.
| Команда                     | счёт | Команда      | 1-й матч | 2-й матч |
| --------------------------- | ---- | ------------ | -------- | -------- |
| Унио Эспортива Санта-Колома | 1:7  | Санта-Колома | 1:5      | 0:2      |
| Принсипат                   | 4:7  | Лузитанс     | 3:3      | 1:4      |

## Финал
| 23 мая 2009  | \| Санта-Колома \| 6:1 \| Лузитанс \| | Комуналь д’Айшовалль, Ашаваль |
| Санта-Колома | 6:1                                   | Лузитанс                      |

| Победитель Кубка конституции 2010 |
| --------------------------------- |
| Санта-Колома Восьмой титул        |